# Ronde van Catalonië voor vrouwen 2024
De Ronde van Catalonië voor vrouwen 2024 was de eerste meerdaagse editie van deze wielerwedstrijd. De koers werd verreden van 7 tot en met 9 juni. De Ronde van Catalonië voor mannen was al in maart verreden. Maar liefst zeven WorldTour-ploegen deden mee aan deze UCI 2.1 wedstrijd, waarmee de ronde met een bergrit aantrekkelijker bleek dan de gelijktijdig in de WorldTour verreden Ronde van Groot-Brittannië.
De Ronde van Catalonië werd gewonnen door de Nederlandse Marianne Vos (Visma | Lease a Bike) voor haar land- en ploeggenote Riejanne Markus en de Noorse Katrine Aalerud (Uno-X Mobility). Zij waren de sterksten in de bergrit naar La Molina. De eerste rit rond Manresa en de laatste rit naar Barcelona eindigden in een massasprint die beide werden gewonnen door de Nieuw-Zeelandse Ally Wollaston (AG Insurance-Soudal).
Het bergklassement werd gewonnen door de Belgische Justine Ghekiere (AG Insurance-Soudal) die ook een dag werd geëerd met het rugnummer van de strijdlustigste renner. Het jongerenklassement ging naar de Deense Solbjørk Minke Anderson (Uno-X Mobility) die vierde werd in de bergrit. Het ploegenklassement werd met overmacht gewonnen door de Nederlandse ploeg Visma | Lease a Bike.

## Deelnemende ploegen
Twintig ploegen gingen van start, waarvan zeven uit de World Tour, negen continentale ploegen, en vier ploegen van nationaal niveau.

## Etappeoverzicht
| Rit    | Datum  | Start – Finish              | Afstand  | Type      | Winnaar        | Leider         |
| ------ | ------ | --------------------------- | -------- | --------- | -------------- | -------------- |
| 1      | 7 juni | Manresa – Manresa           | 100,6 km | Heuvelrit | Ally Wollaston | Ally Wollaston |
| 2      | 8 juni | La Seu d'Urgell – La Molina | 95,7 km  | Bergrit   | Marianne Vos   | Marianne Vos   |
| 3      | 9 juni | Molins de Rei – Barcelona   | 86,6 km  | Heuvelrit | Ally Wollaston | Marianne Vos   |
| Totaal | Totaal | Totaal                      | 282,9 km |           |                |                |

## Etappe-uitslagen

### Eerste etappe
De eerste rit werd gecontroleerd door Visma | Lease a Bike. AG Insurance-Soudal probeerde het peloton uit te dunnen op de Coll de Cal Pallarès. De etappe eindigde in een massasprint waarin Marianne Vos werd verslagen door Ally Wollaston. Het protest van Vos tegen het afwijken van de lijn door de Nieuw-Zeelandse werd niet door de jury overgenomen.
| Manresa – Manresa 100,6 km |                       |                       |          |
| Plaats                     | Naam                  | Ploeg                 | Tijd     |
| Winnaar                    | Ally Wollaston        | AG Insurance-Soudal   | 2u46'13" |
| 2                          | Marianne Vos          | Visma \| Lease a Bike | z.t.     |
| 3                          | Arlenis Sierra        | Movistar Team         | z.t.     |
| 4                          | Vittoria Guazzini     | FDJ-SUEZ              | z.t.     |
| 5                          | Lise Ménage           | Cofidis               | z.t.     |
| 6                          | Cédrine Kerbaol       | Ceratizit-WNT         | z.t.     |
| 7                          | Mie Bjørndal Ottestad | Uno-X Mobility        | z.t.     |
| 8                          | Grace Brown           | FDJ-SUEZ              | z.t.     |
| 9                          | Riejanne Markus       | Visma \| Lease a Bike | z.t.     |
| 10                         | Emilia Fahlin         | Arkéa-B&B Hotels      | z.t.     |
|                            |                       |                       |          |
| 43                         | Julie Van de Velde    | AG Insurance-Soudal   | z.t.     |

| Algemeen klassement |                       |                       |          |
| Plaats              | Naam                  | Ploeg                 | Tijd     |
| Lichtgroene trui    | Ally Wollaston        | AG Insurance-Soudal   | 2u46'03" |
| 2                   | Marianne Vos          | Visma \| Lease a Bike | + 4"     |
| 3                   | Arlenis Sierra        | Movistar Team         | + 6"     |
| 4                   | Kimberley Pienaar     | AG Insurance-Soudal   | + 7"     |
| 5                   | Grace Brown           | FDJ-SUEZ              | + 8"     |
| 6                   | Riejanne Markus       | Visma \| Lease a Bike | + 9"     |
| 7                   | Vittoria Guazzini     | FDJ-SUEZ              | + 10"    |
| 8                   | Lise Ménage           | Cofidis               | z.t.     |
| 9                   | Cédrine Kerbaol       | Ceratizit-WNT         | z.t.     |
| 10                  | Mie Bjørndal Ottestad | Uno-X Mobility        | z.t.     |
|                     |                       |                       |          |
| 43                  | Julie Van de Velde    | AG Insurance-Soudal   | z.t.     |

### Tweede etappe
De tweede rit voerde over twee bergen van eerste categorie. De Collada de Toses begon na 42,7 kilometer, was 21,5 km lang met een gemiddelde stijging van 3% tot maximaal 12%. Het peloton onder leiding van AG Insurance-Soudal, greep op de berg de twaalf dames sterke kopgroep met onder meer Cecilie Uttrup Ludwig, Maud Oudeman en Justine Ghekiere.
De komplete groep begon aan de slotklim naar La Molina van 12,1 kilometer lang, gemiddeld 5% en maximaal 14%. Hier voerde FDJ-SUEZ de groep aan en viel Visma | Lease a Bike aan met Fem van Empel, daarna Femke de Vries en tot slot Marianne Vos die Katrine Aalerud mee kreeg. De groep met favorieten was flink uitgedund en Riejanne Markus verstoorde de organisatie. Op drie kilometer van het einde reed Vos weg van Aalerud, waarna ze solo over de finish kwam en de leiderstrui greep. Markus wist Aalerud nog in te halen en met vijf rensters bij de eerste tien was het feest voor de Nederlandse ploeg kompleet.
| La Seu d'Urgell – La Molina 95,7 km |                         |                       |          |
| Plaats                              | Naam                    | Ploeg                 | Tijd     |
| Winnaar                             | Marianne Vos            | Visma \| Lease a Bike | 2u49'43" |
| 2                                   | Riejanne Markus         | Visma \| Lease a Bike | + 51"    |
| 3                                   | Katrine Aalerud         | Uno-X Mobility        | + 56"    |
| 4                                   | Solbjørk Minke Anderson | Uno-X Mobility        | + 1'12"  |
| 5                                   | Kimberley Pienaar       | AG Insurance-Soudal   | + 1'19"  |
| 6                                   | Cédrine Kerbaol         | Ceratizit-WNT         | + 1'20"  |
| 7                                   | Rosita Reijnhout        | Visma \| Lease a Bike | z.t.     |
| 8                                   | Fem van Empel           | Visma \| Lease a Bike | z.t.     |
| 9                                   | Maud Oudeman            | Visma \| Lease a Bike | z.t.     |
| 10                                  | Alice Maria Arzuffi     | Ceratizit-WNT         | z.t.     |
|                                     |                         |                       |          |
| 43                                  | Justine Ghekiere        | AG Insurance-Soudal   | + 3'07"  |

| Algemeen klassement |                         |                       |          |
| Plaats              | Naam                    | Ploeg                 | Tijd     |
| Lichtgroene trui    | Marianne Vos            | Visma \| Lease a Bike | 5u35'40" |
| 2                   | Riejanne Markus         | Visma \| Lease a Bike | + 1'00"  |
| 3                   | Katrine Aalerud         | Uno-X Mobility        | + 1'08"  |
| 4                   | Solbjørk Minke Anderson | Uno-X Mobility        | + 1'28"  |
| 5                   | Kimberley Pienaar       | AG Insurance-Soudal   | + 1'30"  |
| 6                   | Cédrine Kerbaol         | Ceratizit-WNT         | + 1'36"  |
| 7                   | Fem van Empel           | Visma \| Lease a Bike | z.t.     |
| 8                   | Rosita Reijnhout        | Visma \| Lease a Bike | z.t.     |
| 9                   | Maud Oudeman            | Visma \| Lease a Bike | z.t.     |
| 10                  | Alice Maria Arzuffi     | Ceratizit-WNT         | z.t.     |
|                     |                         |                       |          |
| 25                  | Justine Ghekiere        | AG Insurance-Soudal   | + 3'23"  |

### Derde etappe
De eerste van twee bergtoppen werd als eerste bereikt door Justine Ghekiere, die daarmee de bergprijs veilig stelde. In de afdaling van de Alt de Els Casots regende het demarrages. Riejanne Markus kreeg geen ruimte om te ontsnappen. De Duitse Aileen Schweikart lukte dat wel en kwam als eerste boven op de tweede top. In de afdeling van de Alt de Begues werd ze voorbij gereden door Loes Adegeest, maar zij kreeg niet meer dan vijftien seconden. Op zeven kilometer voor het einde was het peloton weer kompleet en draaide ook de slotrit uit op een massaspurt. Vos werd op de streep geklopt door opnieuw Wollaston.
| Molins de Rei – Barcelona 86,6 km |                      |                       |          |
| Plaats                            | Naam                 | Ploeg                 | Tijd     |
| Winnaar                           | Ally Wollaston       | AG Insurance-Soudal   | 2u07'20" |
| 2                                 | Marianne Vos         | Visma \| Lease a Bike | z.t.     |
| 3                                 | Vittoria Guazzini    | FDJ-SUEZ              | z.t.     |
| 4                                 | Arlenis Sierra       | Movistar Team         | z.t.     |
| 5                                 | Emma Norsgaard Bjerg | Cofidis               | z.t.     |
| 6                                 | Cédrine Kerbaol      | Ceratizit-WNT         | z.t.     |
| 7                                 | Michaela Drummond    | Arkéa-B&B Hotels      | z.t.     |
| 8                                 | Arianna Fidanza      | Ceratizit-WNT         | z.t.     |
| 9                                 | Fem van Empel        | Visma \| Lease a Bike | z.t.     |
| 10                                | Riejanne Markus      | Visma \| Lease a Bike | z.t.     |
|                                   |                      |                       |          |
| 23                                | Justine Ghekiere     | AG Insurance-Soudal   | z.t.     |

| Algemeen klassement |                         |                       |          |
| Plaats              | Naam                    | Ploeg                 | Tijd     |
| Lichtgroene trui    | Marianne Vos            | Visma \| Lease a Bike | 7u42'54" |
| 2                   | Riejanne Markus         | Visma \| Lease a Bike | + 1'06"  |
| 3                   | Katrine Aalerud         | Uno-X Mobility        | + 1'14"  |
| 4                   | Kimberley Pienaar       | AG Insurance-Soudal   | + 1'34"  |
| 5                   | Solbjørk Minke Anderson | Uno-X Mobility        | + 1'34"  |
| 6                   | Cédrine Kerbaol         | Ceratizit-WNT         | + 1'42"  |
| 7                   | Fem van Empel           | Visma \| Lease a Bike | z.t.     |
| 8                   | Rosita Reijnhout        | Visma \| Lease a Bike | z.t.     |
| 9                   | Maud Oudeman            | Visma \| Lease a Bike | z.t.     |
| 10                  | Alice Maria Arzuffi     | Ceratizit-WNT         | z.t.     |
|                     |                         |                       |          |
| 23                  | Justine Ghekiere        | AG Insurance-Soudal   | + 3'29"  |

## Klassementsleiders na elke etappe
| Rit         | Winnaar        | Algemeen klassement | Puntenklassement | Bergklassement   | Jongerenklassement      | Ploegenklassement     | Prijs voor de strijdlust |
| ----------- | -------------- | ------------------- | ---------------- | ---------------- | ----------------------- | --------------------- | ------------------------ |
| 1           | Ally Wollaston | Ally Wollaston      | Ally Wollaston   | Justine Ghekiere | Ally Wollaston          | Visma \| Lease a Bike | Mireia Trias             |
| 2           | Marianne Vos   | Marianne Vos        | Marianne Vos     | Justine Ghekiere | Solbjørk Minke Anderson | Visma \| Lease a Bike | Justine Ghekiere         |
| 3           | Ally Wollaston | Marianne Vos        | Ally Wollaston   | Justine Ghekiere | Solbjørk Minke Anderson | Visma \| Lease a Bike | Mireia Benito            |
| Einduitslag | Einduitslag    | Marianne Vos        | Ally Wollaston   | Justine Ghekiere | Solbjørk Minke Anderson | Visma \| Lease a Bike |                          |